# Carl-Gustaf Pyk
Carl-Gustaf Pyk, född 26 januari 1882 i Sandviken, död 17 december 1942 i Malmö, var en svensk lantbrukare och författare.
Carl-Gustaf Pyk var son till ingenjören Carl Gustaf Larson och Emelie Louise Pyk. Efter läroverksstudier i Gävle avlade han agronomexamen vid Ultuna 1905 och mejerikonsulentexamen vid Alnarp 1907. Pyk var 1907–1908 inspektor vid Kyleberg i Svanshals socken, studerade 1908–1910 bland annat i Storbritannien, Tyskland, Danmark och Norge samt var 1910–1912 jordbruks- och mejerikonsulent i Kronobergs län. Åren 1912–1932 innehade han efter fadern Kyleberg, som han upparbetade till en framstående och vida känd mönstergård. Han mekaniserade metodiskt driften med traktorer och andra maskinella hjälpmedel och var en pionjär inom jordbrukets rationalisering, och gården besöktes i studiesyfte en utomlands ifrån. Pyk drev 1932–1937 affärsverksamhet i Stockholm, medverkade från 1938 i jordbruksutredningar inom Statistiska centralbyrån och var från 1940 reseombud i Statens livsmedelskommission. Han innehade en mängd uppdrag, bland annat som styrelseledamot i Sveriges allmänna lantbrukssällskap 1917–1930, i lantbrukssällskapets förlagsaktiebolag 1928–1934 och i Jordbrukstekniska föreningen 1927–1934, som ordförande i Östergötlands fröodlareförening 1924–1932 och ledamot av centralstyrelsen i Svenska lantbrukstjänstemannaföreningen 1926–1930. Pyk var även kommunalt verksam och tillhörde från 1926 styrelsen för Ellen Keys stiftelse. Han medarbetade i dagspress och tidskrifter samt publicerade jordbrukstekniska och jordbruksekonomiska skrifter som Erfarenheter angående motorplogar... (1920) och Vid ett mellansvenskt jordbruk vunna resultat i fråga om arbetseffekt och arbetskostnader (1926), varjämte han utgav Sätesgården Kyleberg och dess ägare 1313–1916 och Gården på slätten (1936).